# Pangnirtung
Pangnirtung, ou Pangniqtuuq (en inuktitut : ᐸᖕᓂᖅᑑᖅ, /paŋ.niq.tuːq/, « lieu du caribou mâle ») est la deuxième ville du territoire autonome du Nunavut, au Canada. Elle se situe sur l'île de la Terre de Baffin, face à la mer de Baffin et au Groenland, à 300 km de la capitale territoriale d'Iqaluit.
Le nom de la ville est souvent abrégé en « Pang ».

## Histoire
Lieu de chasse au caribou du peuple inuit, le site devient une base pour les baleiniers américains et écossais. La Compagnie de la Baie d'Hudson y fonde alors un comptoir en 1921.
|  |

En 1930, une église anglicane est ouverte. 
En 1969, le gouvernement canadien parvient à la sédentarisation des habitants en implantant à « Pang » des services médicaux et scolaires.
En 1999, lors de l'accession à l'autonomie du Nunavut, Pangnirtung accueille plusieurs ministères du territoire: l'Éducation, le Développement durable et la Santé-Services sociaux. 
- L'administration fédérale des Parcs nationaux y est aussi implantée et gère :
  - le parc national de Auyuittuq (« le pays où la neige ne fond jamais »), au nord de Pangnirtung, dont la visite est limitée à 450 personnes par an en raison de la présence d'ours blancs.
  - le parc national de Sirmilik, au nord de la Terre de Baffin, près de la ville minière de Nanisivik.
  - le parc national de Quttinirpaaq, au nord de l'île d'Ellesmere.
- Ce service fédéral attire les touristes puisqu'ils doivent se déclarer avant de pénétrer dans ces parcs.

## Personnalité lié à la commune
- Paul Okalik (1964-), ancien premier ministre du Nunavut.
- Lipa Pitsiulak (1943-2010), artiste inuit, mort à Pangnirtung.

## Économie et société

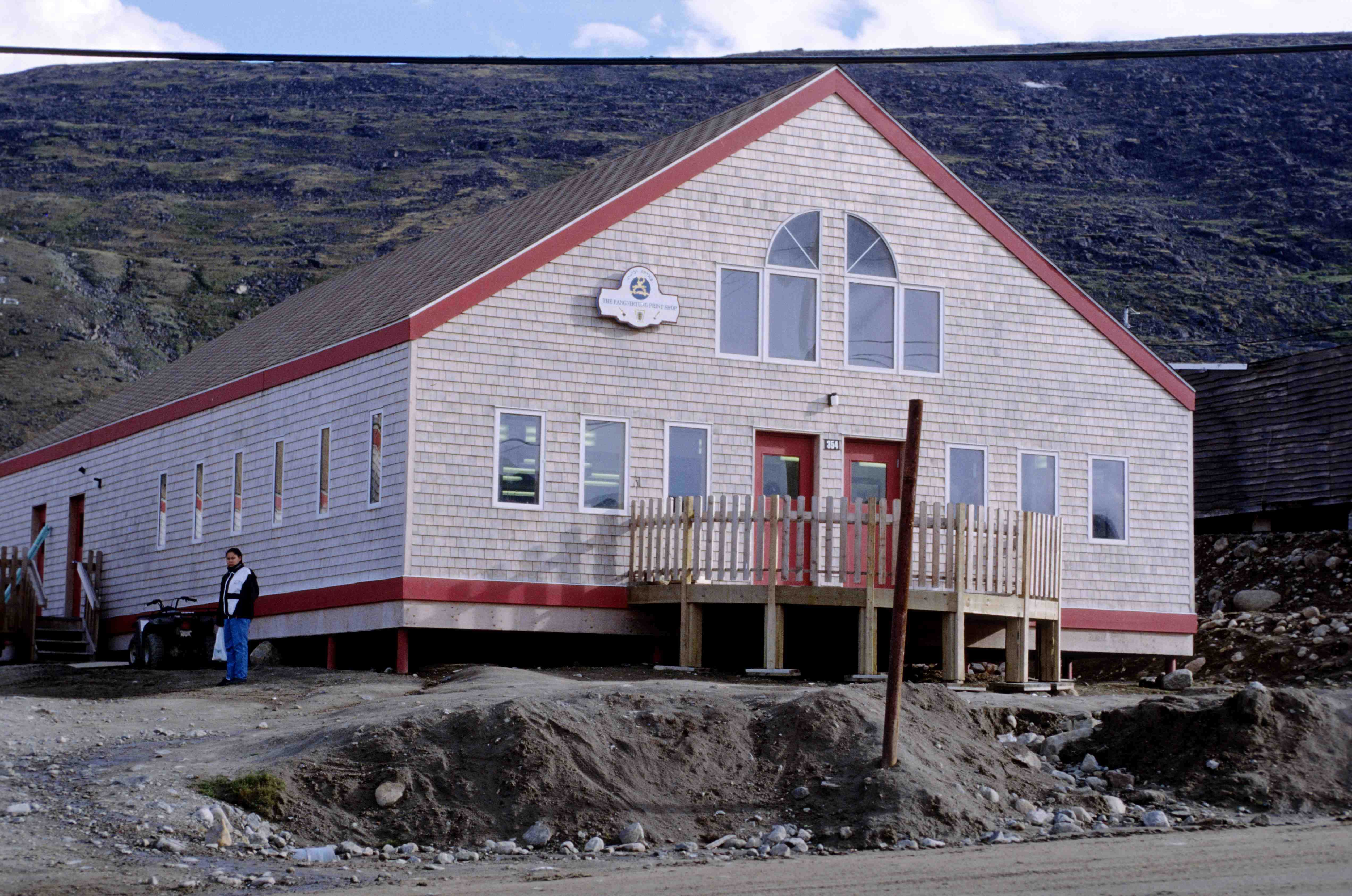
Atelier d'estampe

Afin de lutter contre l'alcoolisme, le conseil municipal décida d'un statut de « ville sèche » : le commerce de l'alcool est interdit à Pangnirtung.
Le taux de chômage est de 40 %, mais une usine de traitement du poisson offre une quarantaine d'emplois. Les poissons transformés sont des ombles de l'Arctique, des turbots et des flétans.
Existence d'un atelier d'estampes et de tapisseries.

## Démographie
| 2001  | 2006  | 2011  | 2016  |
| ----- | ----- | ----- | ----- |
| 1 276 | 1 325 | 1 425 | 1 481 |

## Sources
- Jacqueline April, « Chez les Inuit du Nunavut », article paru dans L'Actualité, Montréal, Québec, Canada; reproduit dans Courrier international no 693 du 12 février 2004, France.